# Список пенитенциарных учреждений США

Плотность заключённых по штатам на 100 тыс. граждан (по состоянию на 2013 год)

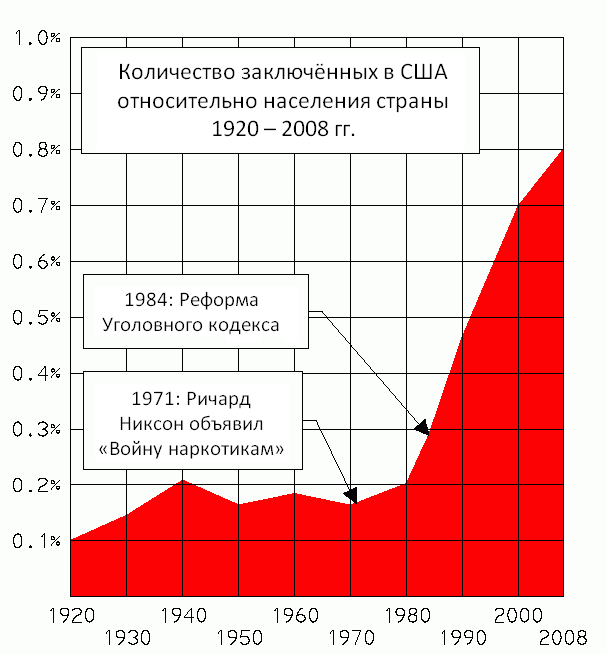
График, демонстрирующий изменение процента заключённых относительно населения США в целом (1920—2008 г.г.)

Список пенитенциарных учреждений США составлен по материалам исправительных департаментов штатов, Федерального бюро тюрем, Бюро юридической статистики США и частных операторов тюрем. К концу 2011 года в тюрьмах штатов и федеральных учреждениях США насчитывалось 1 598 780 заключённых (в 2000 году — 1 394 231), в том числе в тюрьмах штатов — 1 382 418 (в 2000 году — 1 248 815), в федеральных учреждениях — 216 362 (в 2000 году — 145 416). К концу 2011 года среди всех заключённых 1 487 393 составляли мужчины (в 2000 году — 1 303 421) и 111 387 — женщины (в 2000 году — 93 504). Среди мужчин насчитывалось 555 300 чёрных, 465 100 белых и 331 500 испаноязычных, среди женщин — 51 100 белых, 26 000 чёрных и 18 400 испаноязычных. К концу 2011 года в 38 штатах содержалось 1790 заключённых в возрасте 17 лет и младше (из них 96 % были мужского пола), больше всего в штатах Флорида, Нью-Йорк и Луизиана. Также в заключении находилось 102 809 иностранцев (в 2010 году — 95 977), больше всего в пограничных штатах Калифорния, Флорида и Техас. 30 % всех иностранцев содержались в системе федеральных учреждений, где они составляли 17 % всего контингента заключённых.
В течение 2011 года число заключённых в тюрьмах штатов и федеральных учреждениях сократилось с 1 613 803 до 1 598 780 человек (на 0,9 %), а число освобождённых (688 384 человек) превысило число вновь прибывших (668 800 человек). В течение того же года доля заключённых, содержавшихся в частных тюрьмах, выросла с 7,9 % до 8,2 %, причём в частных тюрьмах содержалось 6,7 % всего контингента исправительных департаментов штатов и 18 % всего контингента Федерального бюро тюрем (хотя число заключённых в частных тюрьмах, подконтрольных исправительным департаментам штатов, сократилось на 1,8 %, число заключённых в частных тюрьмах, находившихся под юрисдикцией федеральных властей, увеличилось на 14 %). К концу 2011 года на 100 тыс. граждан США приходилось 492 заключённых, а в 2010 году этот показатель составлял 500 заключённых на 100 тыс. граждан, сократившись за год на 1,7 % (в 2000 году — 470 заключённых на 100 тыс. граждан страны, в 2005 году — 492, в 2008 году — 506). Наименьшая плотность заключённых относительно граждан наблюдалась в штатах Мэн, Миннесота, Нью-Гэмпшир и Род-Айленд (менее 200), а наибольшая — в штатах Луизиана, Миссисипи и Алабама (свыше 650). При этом, на 100 тыс. граждан приходилось 932 заключённых-мужчин и лишь 65 заключённых-женщин. К концу 2011 года в тюрьмах штатов и федеральных учреждениях число заключённых, приговорённых к более чем году, составляло 1 537 415 человек (в 2010 году — 1 552 669).
В 2010 году в тюрьмах штатов 53 % заключённых отбывали сроки за преступления против личности (в том числе 14 % — за убийства и непреднамеренные убийства, 12 % — за сексуальные преступления), 18 % — за имущественные преступления, 17 % — за преступления, связанные с наркотиками. В 2011 году в федеральных учреждениях 48 % заключённых отбывали сроки за преступления, связанные с наркотиками, 35 % — за преступления в сфере общественного порядка (в том числе 11 % — за иммиграционные нарушения), 8 % — за преступления против личности. К концу 2011 года в тюрьмах штатов и федеральных учреждениях 39,3 % заключённых были старше 40 лет (в том числе 3,8 % — старше 60), 30,3 % — до 30 лет (в том числе 1,5 % — до 20 лет), 30,4 % — от 30 до 40 лет.
В конце 2011 года среди штатов наибольшее число заключённых содержалось в Техасе (172 224), Калифорнии (149 569), Флориде (103 055), Джорджии (55 944) и Нью-Йорке (55 436), а наименьшее — в Северной Дакоте (1423), Вермонте (2053), Мэне (2145), Вайоминге (2183) и Нью-Гэмпшире (2614). Техас (18 603) и Флорида (11 827) лидировали среди штатов по числу заключённых, содержавшихся в частных тюрьмах. В Луизиане и Техасе более 50 % всех заключённых содержались в окружных тюрьмах, за ними следовали Кентукки (33 %), Теннесси (30 %), Миссисипи (28 %), Западная Вирджиния (25 %) и Юта (22 %). У восьми юрисдикций наблюдалось наибольшее переполнение учреждений (выше допустимых 137 % от заявленной вместимости) — в штатах Алабама, Калифорния, Иллинойс, Делавэр, Гавайи, Массачусетс, Северная Дакота и системе Федерального бюро тюрем. В штатах Миссисипи и Нью-Мексико наоборот, наполняемость учреждений составляла 45 % и 62 % от их вместимости соответственно.
В США существует многоступенчатая пенитенциарная система. На нижнем уровне находятся тюрьмы (англ. jails) округов и городов, в которых содержатся арестованные в ожидании местного суда или осуждённые до года. В тюрьмах штатов (англ. prisons) и федеральных учреждениях содержатся преступники, осуждённые на срок свыше года (кроме того, в федеральных учреждениях также могут находиться арестованные, находящиеся в ожидании суда). Комбинированная система окружных тюрем / тюрем штатов существует лишь на Аляске, Гавайях, в Коннектикуте, Делавэре, Род-Айленде и Вермонте. Здесь статистика учитывает и ожидающих приговора, и уже осуждённых, в других штатах в тюремной системе штата может содержаться лишь небольшое количество неприговорённых заключённых (например, в 2011 году таких насчитывалось около 4 % от всех заключённых). Классификация типов и режимов учреждений разнится между округами, штатами и федеральной системой. Некоторые общие типы и режимы включают: супермаксимальный уровень безопасности (англ. super-maximum security), административный уровень безопасности (англ. administrative security), максимальный уровень безопасности (англ. maximum security), высокий уровень безопасности (англ. high security), средний уровень безопасности (англ. medium security), строгий уровень безопасности (англ. close security), низкий уровень безопасности (англ. low security), минимальный уровень безопасности (англ. minimum security) и уровень «перед освобождением» (англ. pre-release). Особняком стоят военные пенитенциарные учреждения. В данном списке приводятся только учреждения, в которых содержатся заключённые со сроками более года (то есть не учитывается система окружных тюрем с короткими сроками заключения).

## Оформление списка

### Встречающиеся в статье сокращения
- ЦПОЗ (англ. Aged & Infirmed Center) — Центр для пожилых и ослабленных заключённых
- ЦВР / ЦОР (англ. WR / CWC) — Центр выездных работ / Центр общественных работ

### Сортировка и цветовое оформление
Пенитенциарные учреждения отсортированы в списке следующим образом: сначала идут учреждения штатов по мере убывания строгости режима содержания (обозначаются в таблице  жёлтым цветом ), затем — частные учреждения, контроль над которыми возложен на исправительные департаменты соответствующих штатов (обозначаются в таблице  зелёным цветом ), затем — федеральные учреждения по мере убывания строгости режима содержания (обозначаются в таблице  синим цветом ), затем — военные учреждения (обозначаются в таблице  красным цветом ). Если отдельно не оговорено иное (например, что учреждение является смешанным или чисто женским, а также наличие в учреждении отдельных секторов для женщин или несовершеннолетних), то учреждение предназначено только для взрослых мужчин.

## Айдахо
По состоянию на конец 2011 года в пенитенциарных учреждениях штата содержалось 7739 заключённых (в 2010 году — 7431, в 2009 году — 7400). Исправительный департамент Айдахо управляет 8 тюрьмами и 4 центрами общественных работ. Кроме того, в штате расположены две частные тюрьмы, а часть заключённых из Айдахо содержится в частной тюрьме — исправительном центре Кит-Карсон (англ. Kit Carson Correctional Center, Колорадо).

## Айова
По состоянию на конец 2011 года в пенитенциарных учреждениях штата содержалось 9116 заключённых (в 2010 году — 9455, в 2009 году — 8813).
На начало 2013 года 44 % заключённых в тюрьмах штата были осуждены за преступления против личности, 22 % — за преступления, связанные с наркотиками, 18 % — за преступления против собственности, 16 % — за другие преступления. Исправительный департамент Айовы управляет 9 учреждениями.
|                |                      |
| Тюрьма Анамоса | Женская тюрьма Айовы |

## Алабама
По состоянию на конец 2011 года в пенитенциарных учреждениях штата содержалось 32 270 заключённых (в 2010 году — 31 764, в 2009 году — 31 874). 43,5 % заключённых Алабамы были осуждены за преступления против личности, 27,4 % — за преступления против собственности, 29,1 % — за преступления, связанные с наркотиками, и другие преступления (в 2012 году в камерах «смертников» находилось 191 мужчина и 4 женщины). Исправительный департамент Алабамы управляет 29 учреждениями, в том числе 5 тюрьмами максимального уровня безопасности, 11 тюрьмами среднего уровня безопасности и 13 лагерями минимального уровня безопасности, трудовыми лагерями и центрами общественных работ. Кроме того, в штате расположены две федеральные тюрьмы и две частные тюрьмы.
|              |                |                    |                      |                  |
| Тюрьма Килби | Тюрьма Ред-Игл | Тюрьма Дональдсона | Тюрьма в Маунт-Майгс | Тюрьма Татуайлер |

## Аляска
По состоянию на конец 2011 года в пенитенциарных учреждениях штата содержалось 5412 заключённых (в 2010 году — 5391, в 2009 году — 5285). Исправительный департамент Аляски управляет 13 учреждениями. Кроме того, часть заключённых с Аляски содержится в исправительном учреждении Хадсон (англ. Hudson Correctional Facility, Колорадо).
|                    |                    |
| Тюрьма Спринг-Крик | Тюрьма Спринг-Крик |

## Аризона
По состоянию на конец 2011 года в пенитенциарных учреждениях штата содержалось 40 020 заключённых, включая почти 5 тыс. иностранцев (в 2010 году — 40 209, в 2009 году — 40 544). Исправительный департамент Аризоны управляет 10 тюремными комплексами. Кроме того, в штате расположены три федеральные тюрьмы, семь частных тюрем, а часть заключённых из Аризоны содержится в частных исправительных учреждениях Дайамондбек (англ. Diamondback, Оклахома) и 3-й центр заключения округа Ривз (англ. Reeves County Detention Center III, Техас).
|                    |                              |                             |
| Тюрьма штата Льюис | Федеральная тюрьма в Финиксе | Федеральная тюрьма в Тусоне |

## Арканзас
По состоянию на конец 2011 года в пенитенциарных учреждениях штата содержалось 16 108 заключённых (в 2010 году — 16 204, в 2009 году — 15 208). Исправительный департамент Арканзаса управляет 19 учреждениями. Кроме того, в штате расположена федеральная тюрьма.
|               |                     |
| Тюрьма Варнер | Тюрьма Уачита-Ривер |

## Вайоминг
По состоянию на конец 2011 года в пенитенциарных учреждениях штата содержалось 2183 заключённых (в 2010 году — 2112, в 2009 году — 2075). Более 200 из них находились в учреждениях, не подчиняющихся Исправительному департаменту Вайоминга — общественных исправительных центрах, тюрьмах округов и больнице Каспера. Исправительный департамент Вайоминга управляет 5 тюрьмами (4 мужскими и одной женской). Кроме того, в штате расположены 3 общественных исправительных центра в Каспере, Шайенне и Джиллетте для досрочно освобождённых.
|                       |
| Тюрьма штата Вайоминг |

## Вашингтон
По состоянию на конец 2011 года в пенитенциарных учреждениях штата содержалось 17 847 заключённых (в 2010 году — 18 235, в 2009 году — 18 233). Исправительный департамент штата Вашингтон управляет 12 тюрьмами — 10 мужскими и двумя женскими (в том числе четырьмя с минимальным уровнем безопасности) и контролирует деятельность 15 центров выездных работ (14 из них управляются частными подрядчиками). Кроме того, в штате расположены федеральная тюрьма и две военные тюрьмы.
|                                 |              |              |
| Исправительный центр Вашингтона | Тюрьма СиТак | Тюрьма СиТак |

## Вермонт
По состоянию на конец 2011 года в пенитенциарных учреждениях штата содержалось 2053 заключённых (в 2010 году — 2079, в 2009 году — 2220). Исправительный департамент штата Вермонт управляет 7 тюрьмами, часть заключённых Вермонта отбывает наказание в учреждениях других штатов.
|                                                 |
| Северо-западное исправительное учреждение штата |

## Виргиния
По состоянию на конец 2011 года в пенитенциарных учреждениях штата содержалось 38 130 заключённых (в 2010 году — 37 638, в 2009 году — 38 059). Исправительный департамент штата Виргиния управляет 41 учреждением, в том числе 8 отделениями и 7 рабочими центрами (ещё одна тюрьма, принадлежащая департаменту, находится в частном управлении). Охраняемые блоки для заключённых имеются в медицинском центре Медицинского колледжа Виргинии (Ричмонд) и мемориальной больнице округа Саутхэмптон. Также под контролем департамента находятся три центра заключения (в Капроне, Честерфилде и Хонакере) и четыре центра альтернативных видов исправительного воздействия (в Честерфилде, Стаффорде, Уайт-Посте и Харрисонберге). Кроме того, на территории штата расположены два федеральных учреждения и одна военная тюрьма.

## Висконсин
По состоянию на конец 2011 года в пенитенциарных учреждениях штата содержалось 22 654 заключённых (в 2010 году — 22 729, в 2009 году — 23 165). Исправительный департамент Висконсина управляет 20 тюрьмами для взрослых, 16 исправительными центрами и двумя учреждениями для несовершеннолетних. Также в штате расположена федеральная тюрьма.
|               |                |                 |                 |                                           |
| Тюрьма Расина | Тюрьма Тайчида | Тюрьма Коламбия | Тюрьма Грин-Бей | Учреждение безопасного заключения Милуоки |

## Гавайи
По состоянию на конец 2011 года в пенитенциарных учреждениях штата содержалось 6037 заключённых (в 2010 году — 5912, в 2009 году — 5891). Гавайский департамент общественной безопасности управляет 3 тюрьмами штата и 4 окружными тюрьмами. Кроме того, часть гавайских заключённых содержится в двух частных тюрьмах Аризоны. Также на Гавайях расположены федеральное учреждение и военная тюрьма.
|                               |             |
| Федеральная тюрьма в Гонолулу | Тюрьма Оаху |

## Делавэр
По состоянию на конец 2011 года в пенитенциарных учреждениях штата содержалось 6739 заключённых (в 2010 году — 6615, в 2009 году — 6775). Исправительный департамент Делавэра управляет 4 тюрьмами, 5 общественными центрами выездных работ и отдельным центром для нарушителей испытательного срока.
|                     |
| Тюрьма Джеймса Вона |

## Джорджия
По состоянию на конец 2011 года в пенитенциарных учреждениях штата содержалось 55 944 заключённых (в 2010 году — 56 432, в 2009 году — 56 986). Исправительный департамент Джорджии управляет 31 тюрьмой штата (в том числе тремя женскими). Часть заключённых департамента (более 5 тыс.) содержится в окружных тюрьмах и трудовых лагерях. Кроме того, в штате расположены 4 частные тюрьмы.
| Название учреждения                                                                                      | Тип и режим учреждения                      | Месторасположение | Примечания |
| Диагностическая и классификационная тюрьма Джорджии (англ. Georgia Diagnostic and Classification Prison) | Тюрьма штата строгого уровня безопасности   | Джэксон           | Тюрьма открылась в 1968 году, вместимость — 2,3 тыс. заключённых, имеются сектора среднего и минимального уровня безопасности, диагностический центр, тюремная больница, камеры «смертников». |
| Тюрьма штата Джорджия (англ. Georgia State Prison)                                                       | Тюрьма штата строгого уровня безопасности   | Ридсвилл          | Тюрьма открылась в 1937 году, вместимость — до 1,3 тыс. заключённых, имеются сектора среднего и минимального уровня безопасности, психически больных, тюремная больница, пожарное депо, промышленное производство. |
| Тюрьма штата Болдуин (англ. Baldwin State Prison)                                                        | Тюрьма штата строгого уровня безопасности   | Хардвик           | Тюрьма открылась в 1976 году, вместимость — 1,1 тыс. заключённых, имеются сектора среднего и минимального уровня безопасности, психически больных, переходный центр. |
| Тюрьма штата Костал (англ. Coastal State Prison)                                                         | Тюрьма штата строгого уровня безопасности   | Гарден-Сити       | Тюрьма открылась в 1981 году, вместимость — до 1,6 тыс. заключённых, имеются сектора среднего и минимального уровня безопасности, психически больных, блок полной изоляции, диагностический и переходный центры. |
| Тюрьма штата Хэнкок (англ. Hancock State Prison)                                                         | Тюрьма штата строгого уровня безопасности   | Спарта            | Тюрьма открылась в 1991 году, вместимость — более 1,4 тыс. заключённых, имеются сектора среднего и минимального уровня безопасности, блок полной изоляции, промышленное производство, переходный центр для преступников, совершивших сексуальные преступления. |
| Тюрьма штата Мейкон (англ. Macon State Prison)                                                           | Тюрьма штата строгого уровня безопасности   | Оуглеторп         | Тюрьма открылась в 1994 году, вместимость — более 1,5 тыс. заключённых, имеются блок полной изоляции, сектора среднего и минимального уровня безопасности. |
| Тюрьма штата Хейс (англ. Hays State Prison)                                                              | Тюрьма штата строгого уровня безопасности   | Трион             | Тюрьма открылась в 1990 году, вместимость — более 1,5 тыс. заключённых, имеются сектора среднего и минимального уровня безопасности, психически больных, блок полной изоляции, тюремная больница, промышленное производство, тюремный лагерь военизированного типа. |
| Тюрьма штата Филлипс (англ. Phillips State Prison)                                                       | Тюрьма штата строгого уровня безопасности   | Бафорд            | Тюрьма открылась в 1990 году, вместимость — более 0,9 тыс. заключённых (специализируется на содержании осуждённых, совершивших преступления в других тюрьмах штата), имеются сектора среднего и минимального уровня безопасности, психически больных, блок полной изоляции, промышленное производство, переходный центр для преступников, совершивших сексуальные преступления. |
| Медицинская тюрьма штата Огаста (англ. Augusta State Medical Prison)                                     | Тюрьма штата строгого уровня безопасности   | Гроувтаун         | Тюрьма открылась в 1983 году, вместимость — более 1,1 тыс. заключённых, имеются тюремная больница, сектора среднего и минимального уровня безопасности, психически больных (мужчин и женщин) и пожилых, переходный центр для преступников, совершивших сексуальные преступления.                                                                                                |
| Тюрьма штата Аррендейл (англ. Arrendale State Prison)                                                    | Тюрьма штата среднего уровня безопасности   | Альто             | Тюрьма открылась в 1951 году, вместимость — более 1,6 тыс. заключённых (женщин), имеются сектора минимального уровня безопасности, несовершеннолетних, переходный центр, подсобное хозяйство. |
| Тюрьма штата Отри (англ. Autry State Prison)                                                             | Тюрьма штата среднего уровня безопасности   | Пелхэм            | Тюрьма открылась в 1992 году, вместимость — до 1,7 тыс. заключённых, имеются сектора минимального уровня безопасности, психически больных, блок полной изоляции, промышленное производство. |
| Тюрьма штата Калхун (англ. Calhoun State Prison)                                                         | Тюрьма штата среднего уровня безопасности   | Морган            | Тюрьма открылась в 1994 году, вместимость — более 1,5 тыс. заключённых, имеются сектора минимального уровня безопасности, психически больных, блок полной изоляции. |
| Центральная тюрьма штата (англ. Central State Prison)                                                    | Тюрьма штата среднего уровня безопасности   | Мэйкон            | Тюрьма открылась в 1978 году, вместимость — более 0,8 тыс. заключённых, имеются сектора минимального уровня безопасности, психически больных, блок полной изоляции, швейное производство, переходный центр для преступников, совершивших сексуальные преступления. |
| Тюрьма штата Додж (англ. Dodge State Prison)                                                             | Тюрьма штата среднего уровня безопасности   | Честер            | Тюрьма открылась в 1983 году, вместимость — более 1,2 тыс. заключённых, имеются сектор минимального уровня безопасности, блок полной изоляции, промышленное производство. |
| Тюрьма штата Дули (англ. Dooly State Prison)                                                             | Тюрьма штата среднего уровня безопасности   | Унадилла          | Тюрьма открылась в 1994 году, вместимость — более 1,2 тыс. заключённых, имеются сектор минимального уровня безопасности, блок полной изоляции, переходный центр для преступников, совершивших сексуальные преступления. |
| Тюрьма штата Джонсон (англ. Johnson State Prison)                                                        | Тюрьма штата среднего уровня безопасности   | Райтсвилл         | Тюрьма открылась в 1992 году, вместимость — до 1,7 тыс. заключённых, имеются сектора минимального уровня безопасности, психически больных, блок полной изоляции, переходный центр для преступников, совершивших сексуальные преступления. |
| Тюрьма штата Ли (англ. Lee State Prison)                                                                 | Тюрьма штата среднего уровня безопасности   | Лисберг           | Тюрьма открылась в 1979 году, вместимость — до 0,8 тыс. заключённых, имеются блок полной изоляции, сектор минимального уровня безопасности. |
| Тюрьма штата Монтгомери (англ. Montgomery State Prison)                                                  | Тюрьма штата среднего уровня безопасности   | Маунт-Вернон      | Тюрьма открылась в 1972 году, вместимость — до 0,4 тыс. заключённых, имеются блок полной изоляции, сектор минимального уровня безопасности, подсобное хозяйство и промышленное производство. |
| Тюрьма штата Пуласки (англ. Pulaski State Prison)                                                        | Тюрьма штата среднего уровня безопасности   | Хокинсвилл        | Тюрьма открылась в 1994 году, вместимость — более 1,2 тыс. заключённых (женщин), имеются сектора минимального уровня безопасности, психически больных, блок полной изоляции, промышленное производство. |
| Тюрьма штата Роджерс (англ. Rogers State Prison)                                                         | Тюрьма штата среднего уровня безопасности   | Рейдсвилл         | Тюрьма открылась в 1983 году, вместимость — до 1,4 тыс. заключённых, имеются сектор минимального уровня безопасности, блок полной изоляции, переходный центр, большое подсобное хозяйство и промышленное производство. |
| Тюрьма штата Ратлидж (англ. Rutledge State Prison)                                                       | Тюрьма штата среднего уровня безопасности   | Коламбус          | Тюрьма открылась в 1976 году, вместимость — более 0,6 тыс. заключённых, имеются сектора минимального уровня безопасности, психически больных, блок полной изоляции, переходный центр. |
| Исправительно-тренировочный центр Баррусс (англ. Burruss Correctional Training Center)                   | Тюрьма штата среднего уровня безопасности   | Форсайт           | Тюрьма открылась в 1986 году, вместимость — 0,5 тыс. заключённых, имеются тюремный лагерь военизированного типа, лагерь военизированного типа для досрочно освобождённых, сектор несовершеннолетних минимального уровня безопасности, переходный центр. |
| Женское учреждение Эмануэль (англ. Emanuel Women's Facility)                                             | Тюрьма штата среднего уровня безопасности   | Свейнсборо        | Тюрьма открылась в 2004 году, вместимость — более 0,2 тыс. заключённых (женщин). |
| (англ. )                                                                                                 |                                             |                   | |
| (англ. )                                                                                                 |                                             |                   | |
| (англ. )                                                                                                 |                                             |                   | |
| (англ. )                                                                                                 |                                             |                   | |
| (англ. )                                                                                                 |                                             |                   | |
| (англ. )                                                                                                 |                                             |                   | |
| (англ. )                                                                                                 |                                             |                   | |
| (англ. )                                                                                                 |                                             |                   | |
| (англ. D. Ray James Prison)                                                                              | Частная тюрьма                              | Фолкстон          | Тюрьма открылась в 1998 году (управляется компанией Cornell Companies, Inc.). |
| Исправительное учреждение Уиллер (англ. Wheeler Correctional Facility)                                   | Частная тюрьма среднего уровня безопасности | Аламо             | Тюрьма открылась в 1998 году (управляется компанией Corrections Corporation of America), вместимость — более 3 тыс. заключённых. |
| Исправительное учреждение Кофи (англ. Coffee Correctional Facility)                                      | Частная тюрьма среднего уровня безопасности | Николлс           | Тюрьма открылась в 1998 году (управляется компанией Corrections Corporation of America), вместимость — более 3 тыс. заключённых. |
| (англ. )                                                                                                 | Частная тюрьма                              |                   | |
| (англ. )                                                                                                 |                                             |                   | |
| (англ. )                                                                                                 |                                             |                   | |
| (англ. )                                                                                                 |                                             |                   | |

|                       |               |                                 |                        |
| Тюрьма штата Джорджия | Тюрьма Юнусед | Диагностическая тюрьма Джорджии | Тюрьма Роберта Паттена |

## Западная Виргиния
По состоянию на конец 2011 года в пенитенциарных учреждениях штата содержалось 6826 заключённых (в 2010 году — 6681, в 2009 году — 6367).
| Название учреждения | Тип и режим учреждения | Месторасположение | Примечания |
|                     |                        |                   |            |
|                     |                        |                   |            |
|                     |                        |                   |            |
|                     |                        |                   |            |
|                     |                        |                   |            |
|                     |                        |                   |            |

|                 |                          |                 |                 |
| Тюрьма Алдерсон | Тюрьма Западной Виргинии | Тюрьма Алдерсон | Тюрьма Алдерсон |

## Иллинойс
По состоянию на конец 2011 года в пенитенциарных учреждениях штата содержалось 48 427 заключённых (в 2010 году — 48 418, в 2009 году — 45 161).
| Название учреждения | Тип и режим учреждения | Месторасположение | Примечания |
|                     |                        |                   |            |
|                     |                        |                   |            |
|                     |                        |                   |            |
|                     |                        |                   |            |
|                     |                        |                   |            |
|                     |                        |                   |            |

|                 |                   |              |
| Тюрьма в Чикаго | Тюрьма Кук-Каунти | Тюрьма Пекин |

## Индиана
По состоянию на конец 2011 года в пенитенциарных учреждениях штата содержалось 28 906 заключённых (в 2010 году — 28 028, в 2009 году — 28 808).
| Название учреждения | Тип и режим учреждения | Месторасположение | Примечания |
|                     |                        |                   |            |
|                     |                        |                   |            |
|                     |                        |                   |            |
|                     |                        |                   |            |
|                     |                        |                   |            |
|                     |                        |                   |            |

|                  |                 |
| Тюрьма Терре-Хот | Тюрьма Салливан |

## Калифорния
По состоянию на конец 2011 года в пенитенциарных учреждениях штата содержалось 149 569 заключённых (в 2010 году — 165 062, в 2009 году — 171 275). Из-за значительной переполнености тюрем власти штата проводят кампанию по разгрузке пенитенциарных учреждений, помещая новых неопасных преступников в окружные тюрьмы.
| Название учреждения | Тип и режим учреждения | Месторасположение | Примечания |
|                     |                        |                   |            |
|                     |                        |                   |            |
|                     |                        |                   |            |
|                     |                        |                   |            |
|                     |                        |                   |            |
|                     |                        |                   |            |
|                     |                        |                   |            |
|                     |                        |                   |            |
|                     |                        |                   |            |
|                     |                        |                   |            |
|                     |                        |                   |            |
|                     |                        |                   |            |
|                     |                        |                   |            |
|                     |                        |                   |            |
|                     |                        |                   |            |
|                     |                        |                   |            |
|                     |                        |                   |            |
|                     |                        |                   |            |
|                     |                        |                   |            |
|                     |                        |                   |            |
|                     |                        |                   |            |
|                     |                        |                   |            |
|                     |                        |                   |            |
|                     |                        |                   |            |
|                     |                        |                   |            |
|                     |                        |                   |            |
|                     |                        |                   |            |
|                     |                        |                   |            |
|                     |                        |                   |            |
|                     |                        |                   |            |
|                     |                        |                   |            |
|                     |                        |                   |            |
|                     |                        |                   |            |
|                     |                        |                   |            |
|                     |                        |                   |            |
|                     |                        |                   |            |

|                                          |                                       |                  |                        |                    |
| Калифорнийское исправительное учреждение | Центральная женская тюрьма Калифорнии | Тюрьма Норт-Керн | Тюрьма Терминал-Айленд | Тюрьма Сан-Квентин |

| Название учреждения                                                                  | Тип и режим учреждения | Месторасположение | Примечания |
|                                                                                      |                        |                   | |
|                                                                                      |                        |                   | |
|                                                                                      |                        |                   | |
|                                                                                      |                        |                   | |
|                                                                                      |                        |                   | |
|                                                                                      |                        |                   | |
|                                                                                      |                        |                   | |
|                                                                                      |                        |                   | |
|                                                                                      |                        |                   | |
|                                                                                      |                        |                   | |
|                                                                                      |                        |                   | |
|                                                                                      |                        |                   | |
|                                                                                      |                        |                   | |
|                                                                                      |                        |                   | |
|                                                                                      |                        |                   | |
|                                                                                      |                        |                   | |
|                                                                                      |                        |                   | |
|                                                                                      |                        |                   | |
|                                                                                      |                        |                   | |
|                                                                                      |                        |                   | |
|                                                                                      |                        |                   | |
|                                                                                      |                        |                   | |
|                                                                                      |                        |                   | |
|                                                                                      |                        |                   | |
|                                                                                      |                        |                   | |
|                                                                                      |                        |                   | |
|                                                                                      |                        |                   | |
|                                                                                      |                        |                   | |
| Военно-морская объединённая тюрьма Мирамар (англ. Naval Consolidated Brig Miramar)   | Военная тюрьма         | Сан-Диего         | Тюрьма расположена на территории авиабазы Корпуса морской пехоты Мирамар, открылась в 1989 году, вместимость — более 0,6 тыс. заключённых, имеются мужской и женский сектора, отделение на военно-морской базе Пойнт-Лома. |
| Тюрьма корпуса морской пехоты Кэмп-Пендлтон (англ. Marine Corps Brig Camp Pendleton) | Военная тюрьма         | Кэмп-Пендлтон     | Тюрьма расположена на территории базы морской пехоты Кэмп-Пендлтон, открылась в 1972 году, вместимость — до 0,4 тыс. заключённых, имеются сектора максимального, среднего и минимального уровней безопасности.             |
| Учреждение заключения Лимур (англ. Detention Facilities Lemoore)                     | Военная тюрьма         | Лимур             | Тюрьма расположена на территории военно-морской авиабазы Лимур. |

|                    |                                   |                                |               |                  |
| Тюрьма Пеликан-Бей | Военно-морская тюрьма в Сан-Диего | Калифорнийская мужская колония | Тюрьма Фолсом | Тюрьма Санта-Ана |

## Канзас
По состоянию на конец 2011 года в пенитенциарных учреждениях штата содержалось 9327 заключённых (в 2010 году — 9051, в 2009 году — 8641).
| Название учреждения | Тип и режим учреждения                           | Месторасположение | Примечания |
| |                                                  |                   | |
| |                                                  |                   | |
| |                                                  |                   | |
| |                                                  |                   | |
| Дисциплинарные бараки Соединённых Штатов (англ. United States Disciplinary Barracks)                                     | Военная тюрьма максимального уровня безопасности | Левенуэрт         | Тюрьма расположена на территории армейской базы Форт-Ливенворт, открылась в 1875 году (реконструирована в 2002 году), вместимость — более 0,5 тыс. заключённых, имеются классы профессионально-технического образования. |
| Объединённое региональное исправительное учреждение Среднего Запада (англ. Midwest Joint Regional Correctional Facility) | Военная тюрьма                                   | Левенуэрт         | Тюрьма расположена на территории армейской базы Форт-Ливенворт, открылась в 2010 году, вместимость — до 0,5 тыс. заключённых, имеются сектора среднего и минимального уровня безопасности.                               |

|                                 |                               |                |
| Военная тюрьма в Форт-Ливенворт | Федеральная тюрьма Ливенворта | Тюрьма Лансинг |

## Кентукки
По состоянию на конец 2011 года в пенитенциарных учреждениях штата содержалось 21 545 заключённых (в 2010 году — 20 544, в 2009 году — 21 638).
| Название учреждения | Тип и режим учреждения | Месторасположение | Примечания |
|                     |                        |                   |            |
|                     |                        |                   |            |
|                     |                        |                   |            |
|                     |                        |                   |            |
|                     |                        |                   |            |
|                     |                        |                   |            |

|               |                 |                     |
| Тюрьма Эшленд | Тюрьма Кентукки | Тюрьма Кейси-Каунти |

## Колорадо
По состоянию на конец 2011 года в пенитенциарных учреждениях штата содержалось 21 978 заключённых (в 2010 году — 22 815, в 2009 году — 22 795).
| Название учреждения                                                                                             | Тип и режим учреждения                      | Месторасположение | Примечания |
| Исправительный центр Кит-Карсон (англ. Kit Carson Correctional Center                                           | Частная тюрьма среднего уровня безопасности | Берлингтон        | Тюрьма открылась в 1998 году (управляется компанией Corrections Corporation of America), вместимость — до 1,5 тыс. заключённых, имеется отдельный сектор для осуждённых из Айдахо. |
| |                                             |                   | |
| |                                             |                   | |
| |                                             |                   | |
| |                                             |                   | |
| |                                             |                   | |
| |                                             |                   | |
| |                                             |                   | |
| |                                             |                   | |
| |                                             |                   | |
| Армейское региональное учреждение заключения Форт-Карсон (англ. Army Regional Confinement Facility Fort Carson) | Военная тюрьма                              | Колорадо-Спрингс  | Тюрьма расположена на территории армейской базы Форт-Карсон. |

|                |                |                |                 |
| Тюрьма Флоренс | Тюрьма Флоренс | Тюрьма Инглвуд | Тюрьма Арчулета |

## Коннектикут
По состоянию на конец 2011 года в пенитенциарных учреждениях штата содержалось 18 324 заключённых (в 2010 году — 19 321, в 2009 году — 19 716).
| Название учреждения | Тип и режим учреждения | Месторасположение | Примечания |
|                     |                        |                   |            |
|                     |                        |                   |            |
|                     |                        |                   |            |
|                     |                        |                   |            |
|                     |                        |                   |            |
|                     |                        |                   |            |

## Луизиана
По состоянию на конец 2011 года в пенитенциарных учреждениях штата содержалось 39 710 заключённых (в 2010 году — 39 445, в 2009 году — 39 780).
| Название учреждения | Тип и режим учреждения | Месторасположение | Примечания |
|                     |                        |                   |            |
|                     |                        |                   |            |
|                     |                        |                   |            |
|                     |                        |                   |            |
|                     |                        |                   |            |
|                     |                        |                   |            |

|                   |                       |                 |
| Тюрьма Джефферсон | Тюрьма штата Луизиана | Тюрьма Лафайетт |

## Массачусетс
По состоянию на конец 2011 года в пенитенциарных учреждениях штата содержалось 11 623 заключённых (в 2010 году — 11 313, в 2009 году — 11 316).
| Название учреждения | Тип и режим учреждения | Месторасположение | Примечания |
|                     |                        |                   |            |
|                     |                        |                   |            |
|                     |                        |                   |            |
|                     |                        |                   |            |
|                     |                        |                   |            |
|                     |                        |                   |            |

## Миннесота
По состоянию на конец 2011 года в пенитенциарных учреждениях штата содержалось 9800 заключённых (в 2010 году — 9796, в 2009 году — 9986).
| Название учреждения | Тип и режим учреждения | Месторасположение | Примечания |
|                     |                        |                   |            |
|                     |                        |                   |            |
|                     |                        |                   |            |
|                     |                        |                   |            |
|                     |                        |                   |            |
|                     |                        |                   |            |

|                 |                   |                        |                 |
| Тюрьма Ред-Винг | Тюрьма Стиллуотер | Тюрьма Хеннепин-Каунти | Тюрьма Рочестер |

## Миссисипи
По состоянию на конец 2011 года в пенитенциарных учреждениях штата содержалось 21 386 заключённых (в 2010 году — 21 067, в 2009 году — 21 482).
| Название учреждения | Тип и режим учреждения | Месторасположение | Примечания |
|                     |                        |                   |            |
|                     |                        |                   |            |
|                     |                        |                   |            |
|                     |                        |                   |            |
|                     |                        |                   |            |
|                     |                        |                   |            |

|                  |                  |
| Тюрьма Миссисипи | Тюрьма Миссисипи |

## Миссури
По состоянию на конец 2011 года в пенитенциарных учреждениях штата содержалось 30 833 заключённых (в 2010 году — 30 623, в 2009 году — 30 563).
| Название учреждения | Тип и режим учреждения | Месторасположение | Примечания |
|                     |                        |                   |            |
|                     |                        |                   |            |
|                     |                        |                   |            |
|                     |                        |                   |            |
|                     |                        |                   |            |
|                     |                        |                   |            |

|                   |                   |
| Тюрьма Спрингфилд | Тюрьма Спрингфилд |

## Мичиган
По состоянию на конец 2011 года в пенитенциарных учреждениях штата содержалось 42 940 заключённых (в 2010 году — 44 165, в 2009 году — 45 478).
| Название учреждения | Тип и режим учреждения | Месторасположение | Примечания |
|                     |                        |                   |            |
|                     |                        |                   |            |
|                     |                        |                   |            |
|                     |                        |                   |            |
|                     |                        |                   |            |
|                     |                        |                   |            |

|              |                    |                |
| Тюрьма Милан | Тюрьма Гурон-Вэлли | Тюрьма Вудленд |

## Монтана
По состоянию на конец 2011 года в пенитенциарных учреждениях штата содержалось 3678 заключённых (в 2010 году — 3716, в 2009 году — 3605).
| Название учреждения | Тип и режим учреждения | Месторасположение | Примечания |
|                     |                        |                   |            |
|                     |                        |                   |            |
|                     |                        |                   |            |
|                     |                        |                   |            |
|                     |                        |                   |            |
|                     |                        |                   |            |

## Мэн
По состоянию на конец 2011 года в пенитенциарных учреждениях штата содержалось 2145 заключённых (в 2010 году — 2154, в 2009 году — 2206).
| Название учреждения | Тип и режим учреждения | Месторасположение | Примечания |
|                     |                        |                   |            |
|                     |                        |                   |            |
|                     |                        |                   |            |
|                     |                        |                   |            |
|                     |                        |                   |            |
|                     |                        |                   |            |

## Мэриленд
По состоянию на конец 2011 года в пенитенциарных учреждениях штата содержалось 22 558 заключённых (в 2010 году — 22 645, в 2009 году — 22 255).
| Название учреждения | Тип и режим учреждения | Месторасположение | Примечания |
|                     |                        |                   |            |
|                     |                        |                   |            |
|                     |                        |                   |            |
|                     |                        |                   |            |
|                     |                        |                   |            |
|                     |                        |                   |            |

|                  |                  |                |                  |
| Тюрьма Балтимора | Тюрьма Балтимора | Тюрьма Чесапик | Тюрьма Балтимора |

## Небраска
По состоянию на конец 2011 года в пенитенциарных учреждениях штата содержалось 4616 заключённых (в 2010 году — 4587, в 2009 году — 4474).
| Название учреждения | Тип и режим учреждения | Месторасположение | Примечания |
|                     |                        |                   |            |
|                     |                        |                   |            |
|                     |                        |                   |            |
|                     |                        |                   |            |
|                     |                        |                   |            |
|                     |                        |                   |            |

|                     |
| Тюрьма Сарпи-Каунти |

## Невада
По состоянию на конец 2011 года в пенитенциарных учреждениях штата содержалось 12 778 заключённых (в 2010 году — 12 653, в 2009 году — 12 482).
| Название учреждения | Тип и режим учреждения | Месторасположение | Примечания |
|                     |                        |                   |            |
|                     |                        |                   |            |
|                     |                        |                   |            |
|                     |                        |                   |            |
|                     |                        |                   |            |
|                     |                        |                   |            |

|                   |
| Тюрьма Хай-Дезерт |

## Нью-Гэмпшир
По состоянию на конец 2011 года в пенитенциарных учреждениях штата содержалось 2614 заключённых (в 2010 году — 2761, в 2009 году — 2731).
| Название учреждения | Тип и режим учреждения | Месторасположение | Примечания |
|                     |                        |                   |            |
|                     |                        |                   |            |
|                     |                        |                   |            |
|                     |                        |                   |            |
|                     |                        |                   |            |
|                     |                        |                   |            |

|                     |                             |                     |
| Тюрьма Нью-Гэмпшира | Женская тюрьма Нью-Гэмпшира | Тюрьма Нью-Гэмпшира |

## Нью-Джерси
По состоянию на конец 2011 года в пенитенциарных учреждениях штата содержалось 23 834 заключённых (в 2010 году — 25 007, в 2009 году — 25 382).
| Название учреждения | Тип и режим учреждения | Месторасположение | Примечания |
|                     |                        |                   |            |
|                     |                        |                   |            |
|                     |                        |                   |            |
|                     |                        |                   |            |
|                     |                        |                   |            |
|                     |                        |                   |            |

|                   |                    |
| Тюрьма Ист-Джерси | Тюрьма Тэлбот-Холл |

## Нью-Йорк
По состоянию на конец 2011 года в пенитенциарных учреждениях штата содержалось 55 436 заключённых (в 2010 году — 56 656, в 2009 году — 58 687).
| Название учреждения | Тип и режим учреждения | Месторасположение | Примечания |
|                     |                        |                   |            |
|                     |                        |                   |            |
|                     |                        |                   |            |
|                     |                        |                   |            |
|                     |                        |                   |            |
|                     |                        |                   |            |

|                  |                               |               |                            |                 |
| Тюрьма Синг-Синг | Тюрьма имени Вернона С. Бейна | Тюрьма Аттика | Городская тюрьма Нью-Йорка | Тюрьма Бруклина |

| Название учреждения | Тип и режим учреждения | Месторасположение | Примечания |
|                     |                        |                   |            |
|                     |                        |                   |            |
|                     |                        |                   |            |
|                     |                        |                   |            |
|                     |                        |                   |            |
|                     |                        |                   |            |

|                       |              |
| Тюрьма Райкерс-Айленд | Тюрьма Оберн |

## Нью-Мексико
По состоянию на конец 2011 года в пенитенциарных учреждениях штата содержалось 6998 заключённых (в 2010 году — 6763, в 2009 году — 6363).
| Название учреждения | Тип и режим учреждения | Месторасположение | Примечания |
|                     |                        |                   |            |
|                     |                        |                   |            |
|                     |                        |                   |            |
|                     |                        |                   |            |
|                     |                        |                   |            |
|                     |                        |                   |            |

## Огайо
По состоянию на конец 2011 года в пенитенциарных учреждениях штата содержалось 50 964 заключённых (в 2010 году — 51 712, в 2009 году — 51 606).
| Название учреждения | Тип и режим учреждения | Месторасположение | Примечания |
|                     |                        |                   |            |
|                     |                        |                   |            |
|                     |                        |                   |            |
|                     |                        |                   |            |
|                     |                        |                   |            |
|                     |                        |                   |            |

|                  |                |
| Тюрьма Кливленда | Тюрьма Вустера |

## Оклахома
По состоянию на конец 2011 года в пенитенциарных учреждениях штата содержалось 25 977 заключённых (в 2010 году — 26 252, в 2009 году — 24 803).
| Название учреждения | Тип и режим учреждения | Месторасположение | Примечания |
|                     |                        |                   |            |
|                     |                        |                   |            |
|                     |                        |                   |            |
|                     |                        |                   |            |
|                     |                        |                   |            |
|                     |                        |                   |            |

## Орегон
По состоянию на конец 2011 года в пенитенциарных учреждениях штата содержалось 14 510 заключённых (в 2010 году — 14 876, в 2009 году — 14 403).
| Название учреждения | Тип и режим учреждения | Месторасположение | Примечания |
|                     |                        |                   |            |
|                     |                        |                   |            |
|                     |                        |                   |            |
|                     |                        |                   |            |
|                     |                        |                   |            |
|                     |                        |                   |            |

|                |                           |                |                  |                    |
| Тюрьма Шеридан | Тюрьма Восточного Орегона | Тюрьма Сантиам | Тюрьма Хиллсборо | Тюрьма Лейн-Каунти |

## Пенсильвания
По состоянию на конец 2011 года в пенитенциарных учреждениях штата содержалось 51 578 заключённых (в 2010 году — 51 264, в 2009 году — 51 429).
| Название учреждения | Тип и режим учреждения | Месторасположение | Примечания |
|                     |                        |                   |            |
|                     |                        |                   |            |
|                     |                        |                   |            |
|                     |                        |                   |            |
|                     |                        |                   |            |
|                     |                        |                   |            |

|              |                   |                   |
| Тюрьма Манси | Тюрьма Холмесбург | Тюрьма Ланкастера |

## Род-Айленд
По состоянию на конец 2011 года в пенитенциарных учреждениях штата содержалось 3337 заключённых (в 2010 году — 3357, в 2009 году — 3674).
| Название учреждения                                                 | Тип и режим учреждения | Месторасположение | Примечания                                                    |
|                                                                     |                        |                   |                                                               |
|                                                                     |                        |                   |                                                               |
|                                                                     |                        |                   |                                                               |
|                                                                     |                        |                   |                                                               |
|                                                                     |                        |                   |                                                               |
|                                                                     |                        |                   |                                                               |
| Учреждение заключения Ньюпорта (англ. Detention Facilities Newport) | Военная тюрьма         | Ньюпорт           | Тюрьма расположена на территории военно-морской базы Ньюпорт. |

## Северная Дакота
По состоянию на конец 2011 года в пенитенциарных учреждениях штата содержалось 1423 заключённых (в 2010 году — 1487, в 2009 году — 1486).
| Название учреждения | Тип и режим учреждения | Месторасположение | Примечания |
|                     |                        |                   |            |
|                     |                        |                   |            |
|                     |                        |                   |            |
|                     |                        |                   |            |
|                     |                        |                   |            |
|                     |                        |                   |            |

## Северная Каролина
По состоянию на конец 2011 года в пенитенциарных учреждениях штата содержалось 39 440 заключённых (в 2010 году — 40 382, в 2009 году — 39 860).
| Название учреждения | Тип и режим учреждения | Месторасположение | Примечания |
|                     |                        |                   |            |
|                     |                        |                   |            |
|                     |                        |                   |            |
|                     |                        |                   |            |
|                     |                        |                   |            |
|                     |                        |                   |            |

|               |
| Тюрьма Дергем |

## Теннесси
По состоянию на конец 2011 года в пенитенциарных учреждениях штата содержалось 28 479 заключённых (в 2010 году — 27 451, в 2009 году — 26 965).
| Название учреждения | Тип и режим учреждения | Месторасположение | Примечания |
|                     |                        |                   |            |
|                     |                        |                   |            |
|                     |                        |                   |            |
|                     |                        |                   |            |
|                     |                        |                   |            |
|                     |                        |                   |            |

## Техас
По состоянию на конец 2011 года в пенитенциарных учреждениях штата содержалось 172 224 заключённых (в 2010 году — 173 649, в 2009 году — 171 249).
| Название учреждения | Тип и режим учреждения | Месторасположение | Примечания |
|                     |                        |                   |            |
|                     |                        |                   |            |
|                     |                        |                   |            |
|                     |                        |                   |            |
|                     |                        |                   |            |
|                     |                        |                   |            |

|                     |                      |                                   |                             |                        |
| Тюрьма 701 Хьюстона | Тюрьма 1200 Хьюстона | Подростковая тюрьма Харрис-Каунти | Федеральная тюрьма Хьюстона | Тюрьма Барнетт Бейленд |

| Название учреждения | Тип и режим учреждения | Месторасположение | Примечания |
|                     |                        |                   |            |
|                     |                        |                   |            |
|                     |                        |                   |            |
|                     |                        |                   |            |
|                     |                        |                   |            |
|                     |                        |                   |            |

|                    |                      |                   |                      |                |
| Тюрьма Джо Киганса | Тюрьма Холлидей Юнит | Тюрьма Хантсвилла | Тюрьма Тревис-Каунти | Тюрьма Далласа |

## Флорида
По состоянию на конец 2011 года в пенитенциарных учреждениях штата содержалось 103 055 заключённых (в 2010 году — 104 306, в 2009 году — 103 915).
| Название учреждения                                                    | Тип и режим учреждения | Месторасположение | Примечания                                                            |
|                                                                        |                        |                   |                                                                       |
|                                                                        |                        |                   |                                                                       |
|                                                                        |                        |                   |                                                                       |
|                                                                        |                        |                   |                                                                       |
|                                                                        |                        |                   |                                                                       |
|                                                                        |                        |                   |                                                                       |
|                                                                        |                        |                   |                                                                       |
|                                                                        |                        |                   |                                                                       |
|                                                                        |                        |                   |                                                                       |
|                                                                        |                        |                   |                                                                       |
|                                                                        |                        |                   |                                                                       |
| Досудебное учреждение заключения Джэксонвилла (англ. PCF Jacksonville) | Военная тюрьма         | Джэксонвилл       | Тюрьма расположена на территории военно-морской авиабазы Джэксонвилл. |
| Учреждение заключения Пенсакола (англ. Detention Facilities Pensacola) | Военная тюрьма         | Пенсакола         | Тюрьма расположена на территории военно-морской авиабазы Пенсакола.   |

|                    |               |                            |                  |                       |
| Тюрьма Дейд-Каунти | Тюрьма Майами | Федеральная тюрьма Колеман | Тюрьма Колеман 2 | Тюрьма Шарлотт-Каунти |

## Южная Дакота
По состоянию на конец 2011 года в пенитенциарных учреждениях штата содержалось 3535 заключённых (в 2010 году — 3434, в 2009 году — 3434).
| Название учреждения | Тип и режим учреждения | Месторасположение | Примечания |
|                     |                        |                   |            |
|                     |                        |                   |            |
|                     |                        |                   |            |
|                     |                        |                   |            |
|                     |                        |                   |            |
|                     |                        |                   |            |

|                     |               |                     |
| Тюрьма Южной Дакоты | Тюрьма Янктон | Тюрьма Южной Дакоты |

## Южная Каролина
По состоянию на конец 2011 года в пенитенциарных учреждениях штата содержалось 22 914 заключённых (в 2010 году — 23 578, в 2009 году — 24 288).
| Название учреждения                                                                      | Тип и режим учреждения                      | Месторасположение | Примечания |
|                                                                                          |                                             |                   | |
|                                                                                          |                                             |                   | |
|                                                                                          |                                             |                   | |
|                                                                                          |                                             |                   | |
|                                                                                          |                                             |                   | |
| Военно-морская объединённая тюрьма Чарльстона (англ. Naval Consolidated Brig Charleston) | Военная тюрьма среднего уровня безопасности | Ханаан            | Тюрьма расположена на территории военно-воздушной объединённой базы Чарльстон, открылась в 1989 году, вместимость — до 0,5 тыс. заключённых, имеется промышленное производство. |

|                |                                  |
| Тюрьма Эджфилд | Военно-морская тюрьма Чарльстона |

## Юта
По состоянию на конец 2011 года в пенитенциарных учреждениях штата содержалось 6879 заключённых (в 2010 году — 6807, в 2009 году — 6538).
| Название учреждения | Тип и режим учреждения | Месторасположение | Примечания |
|                     |                        |                   |            |
|                     |                        |                   |            |
|                     |                        |                   |            |
|                     |                        |                   |            |
|                     |                        |                   |            |
|                     |                        |                   |            |

|                  |
| Тюрьма штата Юта |

## Округ Колумбия
Все заключённые округа Колумбия относятся к юрисдикции Федерального бюро тюрем.
| Название учреждения | Тип и режим учреждения | Месторасположение | Примечания |
|                     |                        |                   |            |
|                     |                        |                   |            |
|                     |                        |                   |            |
|                     |                        |                   |            |
|                     |                        |                   |            |
|                     |                        |                   |            |

## Пуэрто-Рико
| Название учреждения | Тип и режим учреждения | Месторасположение | Примечания |
|                     |                        |                   |            |
|                     |                        |                   |            |
|                     |                        |                   |            |
|                     |                        |                   |            |
|                     |                        |                   |            |
|                     |                        |                   |            |